# Кантемір (місто)
Кантемір (рум. Cantemir) — місто в Молдові, центр Кантемірського району.

## Історія
Заснований в квітні 1973 року . Названий на честь Господаря Молдавського князівства Дмитра Кантеміра.

## Герб та прапор
У золотому полі квітка червоної троянди з зеленими стеблом, навколо якої обвиваються два зелених крилатих дракони.

## Географія
Розташований на плато на півдні республіки, поблизу річки Прут, по якій проходить державний кордон з Румунією. Через місто проходить автомобільна траса Кишинів - Леова - Кагул. Місто знаходиться за 126 кілометри на південь від столиці - Кишинева, на кордоні міста знаходиться остання на території Молдови залізнична станція Прут-II (з відгалуженням у Кагул). У зв'язку з тим, що на території сусідньої Румунії використовується інша ширина колії, на станції розташовані 11 шляхів колії 1524 мм  та 13 шляхів європейської колії 1435 мм .

## Промисловість
Виноробне виробництво.